# رينن
رينن Rhenen  هي مدينة وبلدية بمقاطعة أوترخت بهولندا.

## طوبوغرافيا
خريطة طوبوغرافية هولندية لبلدية رينن، يونيو 2015، (تقرأ بعد ثلاث نقرات على الخريطة).

## أعلام
- ثريا مهاود
- ديدريك بانغما
- جدو فان دير غارد
- بيبيان ويجيرس

## وصلات خارجية
- الموقع الرسمي
- Ouwehands Dierenpark (Zoo)